# Schweizer Meisterschaften im Skilanglauf 2020
Die Schweizer Meisterschaften im Skilanglauf 2020 fanden am 1. und 2. Februar 2020 in Realp statt.   Dort wurden die Einzelrennen und die anschließenden Verfolgungsrennen ausgetragen. Das Sprint, Teamsprint und das Massenstartrennen, die vom 27. bis 29. März 2020 in Realp stattfinden sollten, wurden aufgrund der COVID-19-Pandemie abgesagt.

## Ergebnisse Herren

### 15 km klassisch Einzel
| Platz | Name                | Verein                | Zeit (min) |
| ----- | ------------------- | --------------------- | ---------- |
| 1     | Livio Bieler        | Gardes-Frontière      | 35:42,0    |
| 2     | Dajan Danuser       | Vättis                | 36:10,0    |
| 3     | Toni Livers         | SC Davos              | 36:18,9    |
| 4     | Erwan Käser         | Gardes-Frontière      | 36:30,9    |
| 5     | Marino Capelli      | SC Davos              | 36:49,3    |
| 6     | Marius Danuser      | Vättis                | 36:55,9    |
| 7     | Livio Matossi       | Alpina St. Moritz     | 36:57,1    |
| 8     | Gian Flurin Pfäffli | SC Bernina Pontresina | 37:05,4    |
| 9     | Jason Rüesch        | SC Davos              | 37:10,9    |
| 10    | Cyril Fähndrich     | SC Horw               | 37:12,6    |

Datum: 1. Februar

Es waren 32 Läufer am Start. Das Rennen der U20 über 10 km mit 57 Teilnehmern gewann Nicola Wigger.

### 15 km Verfolgung Freistil
| Platz | Name                | Verein             | Zeit (std) |
| ----- | ------------------- | ------------------ | ---------- |
| 1     | Toni Livers         | SC Davos           | 1:09:01,5  |
| 2     | Dajan Danuser       | Vättis             | 1:09:01,6  |
| 3     | Livio Bieler        | Gardes-Frontière   | 1:09:30,0  |
| 4     | Marino Capelli      | SC Davos           | 1:10:16,9  |
| 5     | Jason Rüesch        | SC Davos           | 1:10:35,6  |
| 6     | Erwan Käser         | Gardes-Frontière   | 1:11:01,9  |
| 7     | Marius Danuser      | Vättis             | 1:11:02,4  |
| 8     | Livio Matossi       | Alpina St. Moritz  | 1:11:47,5  |
| 9     | Jovian Hediger      | SC Bex             | 1:12:01,8  |
| 10    | Gian Flurin Pfäffli | Bernina Pontresina | 1:12:40,0  |

Datum: 2. Februar

Es waren 30 Läufer am Start. Das Rennen der U20 mit 51 Teilnehmern gewann Nicola Wigger.

## Ergebnisse Frauen

### 5 km klassisch Einzel
| Platz | Name             | Verein           | Zeit (min) |
| ----- | ---------------- | ---------------- | ---------- |
| 1     | Désirée Steiner  | SC Davos         | 13:27,0    |
| 2     | Alina Meier      | SC Davos         | 13:28,8    |
| 3     | Siri Wigger      | SC Am Bachtel    | 13:29,7    |
| 4     | Lydia Hiernickel | Gardes-Frontière | 13:30,9    |
| 5     | Anja Lozza       | Zuoz             | 13:41,6    |
| 6     | Chika Kobayashi  | Japan            | 13:52,7    |
| 7     | Anja Weber       | SC Am Bachtel    | 13:53,1    |
| 8     | Miki Kodama      | Japan            | 13:57,2    |
| 9     | Fabiana Wieser   | Sarsura Zernez   | 14:03,4    |
| 10    | Shiori Yokohama  | Japan            | 14:06,3    |

Datum: 1. Februar

Es waren 59 Läuferinnen am Start. Siegerin bei der U20 mit 39 Teilnehmerinnen wurde Siri Wigger.

### 10 km Verfolgung Freistil
| Platz | Name             | Verein           | Zeit (min) |
| ----- | ---------------- | ---------------- | ---------- |
| 1     | Siri Wigger      | SC Am Bachtel    | 38:25,6    |
| 2     | Alina Meier      | SC Davos         | 38:39,5    |
| 3     | Désirée Steiner  | SC Davos         | 38:49,7    |
| 4     | Anja Lozza       | Zuoz             | 38:54,2    |
| 5     | Anja Weber       | SC Am Bachtel    | 38:54,8    |
| 6     | Chika Kobayashi  | Japan            | 39:06,5    |
| 7     | Lydia Hiernickel | Gardes-Frontière | 39:35,5    |
| 8     | Shiori Yokohama  | Japan            | 40:00,3    |
| 9     | Miki Kodama      | Japan            | 40:10,4    |
| 10    | Lea Fischer      | Nordic Engelberg | 40:11,0    |

Datum: 2. Februar

Es waren 55 Läuferinnen am Start. Auch das U20-Rennen mit 36 Teilnehmerinnen gewann Siri Wigger.